# Беркбернет (Тексас)
Беркбернет (енгл. Burkburnett) град је у америчкој савезној држави Тексас. По попису становништва из 2010. у њему је живело 10.811 становника.

## Демографија
Према попису становништва из 2010. у граду је живело 10.811 становника, што је 116 (1,1%) становника мање него 2000. године.
| Група             | 2000.         | 2010.         |
| Белци             | 9.606 (87,9%) | 9.261 (85,7%) |
| Афроамериканци    | 315 (2,9%)    | 287 (2,7%)    |
| Азијати           | 70 (0,6%)     | 110 (1,0%)    |
| Хиспаноамериканци | 677 (6,2%)    | 879 (8,1%)    |
| Укупно            | 10.927        | 10.811        |